# Macchu Picchu (album)
Macchu Picchu is het eerste studioalbum van de band Peru. Het album is uitgebracht in 1981 door CNR Records. Het album is geproduceerd en gecomponeerd door Peter Kommers en Ruud van Es. Het album is meerdere malen uitgebracht door verschillende labels. Het is voor het eerst op lp verschenen maar in 1982 verscheen het ook op cd. Op een van de albums is er een ruimteschip te zien uit de gelijknamige serie Star Trek. Toen was het album nog een beetje in de sfeer van de vorige band Nova. Later is de ruimte niet meer te zien op de voorkant van de albums, behalve op een van de voorkanten van het volgende album Constellations.

## Aurora en Sons Of Dawn
Het nummer Aurora, van de vorige band nova, is van oorsprong een thema uit het nummer "Sons of Dawn". Dit nummer is ontdekt door Willem van Kooten, destijds directeur van de platenmaatschappij Red Bullet en mede dankzij producer Chris Pilgram uitgegroeid tot een nummer 1-hitnotering in Nederland en was daarbij meteen de definitieve doorbraak van zowel Nova als Peru.

## Tracklist
1. Volière (8:56)
2. Draailierswals (2:58)
3. Sons Of Dawn (8:04)
4. Beside Part 1 (7:46)
5. Beside Part 2 (11:58)
6. Beside Part 3 (2:47)